# Ovidia conicicollis
Ovidia é um género monotípico de vespas pertencentes à família Torymidae. A sua única espécie é Ovidia conicicollis.
A espécie pode ser encontrada na Austrália.